# Atorvastatine
Atorvastatine behoort tot de groep geneesmiddelen die cholesterolsyntheseremmers of statinen worden genoemd. Het is een specifieke competitieve remmer van HMG-CoA-reductase, een enzym dat een essentiële rol speelt bij de biosynthese van cholesterol. Remming van deze synthese heeft onder andere toename van het aantal LDL-receptoren in de lever tot gevolg; dit resulteert in verlaging van de LDL-cholesterolplasmaspiegel. Het verlaagt daarnaast apolipoproteïne B en triglyceriden en verhoogt in wisselende mate het HDL-cholesterol en apolipoproteïne A.
Ongeveer 70% van de activiteit wordt toegeschreven aan actieve metabolieten.
Werking: binnen 2 weken, max. binnen 4 weken.

## Indicaties
- Aanvulling op dieet bij volwassenen en kinderen ≥ 10 jaar met primaire hypercholesterolemie, waaronder familiaire hypercholesterolemie (heterozygote variant) of gecombineerde (gemengde) hyperlipidemie, indien dieet en andere maatregelen alléén niet voldoende zijn ter verlaging van verhoogd totaal cholesterol, LDL-cholesterol, apolipoproteïne B en triglyceriden.
- Bij volwassenen met homozygote familiaire hypercholesterolemie als aanvulling op andere lipidenverlagende behandelingen of indien dergelijke behandelingen niet beschikbaar zijn ter verlaging van totaal- en LDL-cholesterol.
- Niet officieel geregistreerd : Preventie van hart- en vaataandoeningen bij volwassen patiënten met veel kans op een cardiovasculaire gebeurtenis, als aanvulling op correctie van andere risicofactoren.

## Kinetische gegevens
- Resorptie: snel.[1]
- Biologische beschikbaarheid = 12% door groot first-pass-effect in darmmucosa en lever.
- Maximale spiegel = 1–2 uur.
- Plasma-eiwitbinding: > 98%.
- Verdelingsvolume = ca. 5,4 l/kg.

De plasmaconcentraties van atorvastatine en actieve metabolieten zijn bij chronische alcoholische leverziekten aanzienlijk verhoogd. Metabolisering: Door CYP3A4 tot actieve ortho- en paragehydroxyleerde metabolieten en tot diverse β-oxidatiemetabolieten.
- Eliminatie: voornamelijk via de lever.
- Eliminatiehalveringstijd = ca. 14 uur (atorvastatine), langer (actieve metabolieten).

## Nevenwerkingen
- Soms
  - Maag-darmklachten (misselijkheid, buikpijn, obstipatie, flatulentie, zuurbranden of diarree)
  - Hoofdpijn, duizeligheid, wazig zien, vermoeidheid, slapeloosheid
  - Huiduitslag, jeuk, roodheid
- Zelden
  - Ernstige overgevoeligheidsreactie
  - Spierpijn, gewrichtspijn, spierzwakte en spierkramp
  - Gevoel van zwakte, pijn op de borst of rugpijn
- Zeer zelden
  - Leverontsteking
  - Ontsteking van de alvleesklier
  - Doof of tintelend gevoel in de ledematen
  - Haaruitval
  - Gewichtstoename
  - Impotentie

In januari 2005 is de firma Pfizer in Nederland door de Codecommissie Geneesmiddelenreclame (CGR) veroordeeld omdat ze in reclameuitingen had gesteld dat Lipitor qua bijwerkingen net zo veilig is als een placebo en de dodelijke bijwerking rabdomyolyse had verzwegen. De codecommissie vond ook dat artsenbezoekers van Pfizer misleidende mededelingen hebben gedaan over de veiligheid van Lipitor. De commissie sprak van een 'ernstige overtreding' van de Geneesmiddelenwet, die Pfizer zwaar wordt aangerekend.

## Wisselwerkingen
Atorvastatine is een substraat voor CYP3A4. Het risico van myopathie is groter bij gelijktijdig gebruik van geneesmiddelen die CYP3A4 matig tot krachtig remmen en de plasmaconcentratie verhogen zoals ciclosporine, antimycotische azoolderivaten (itraconazol), macrolide antibiotica, grote hoeveelheden grapefruitsap en HIV-proteaseremmers.
- Ciclosporine (afweeronderdrukkend middel)
- Erytromycine, Azitromycine en Claritromycine (antibiotica) en Imatinib (chemotherapie)
- Efavirenz en Nevirapine, en andere middelen tegen hiv en aids
- Diltiazem en Verapamil (hart- en vaatmiddelen)
- Gemfibrozil (Lopid) = ander cholesterol- en vetverlagend middel)

## Vergoeding in Nederland
In Nederland wordt Lipitor vanaf 2009 nog maar beperkt vergoed, omdat het product te duur zou zijn. In Nederland kwam in maart 2012 het eerste generieke preparaat in de handel. Na octrooiafloop in 2012 is de prijs van atorvastatine ook snel gedaald tot 10% van het origineel.
Andere statinen zoals simvastatine en pravastatine kunnen zonder belemmering worden voorgeschreven. Voor de duurdere statinen (waaronder atorvastatine) is de regeling dat zij slechts mogen worden voorgeschreven wanneer de voorschrijver een artsenverklaring heeft ingevuld. Op deze manier wordt een poging gedaan om de goedkope statinen de voorkeur te geven boven de duurdere statinen. Tussen de statines onderling zijn grote verschillen in potentie, bijwerkingen geregistreerde indicaties en interacties via vooral CYP3A4. Er zijn echter tevens enorme onderlinge prijsverschillen.